# Héron cocoi
Ardea cocoi
Espèce
Statut de conservation UICN

 LC  : Préoccupation mineure
Le Héron cocoi (Ardea cocoi) est une espèce d'oiseaux de la famille des Ardéidés. C'est son plus grand représentant en Amérique du Sud. Il est proche du Héron cendré et du Grand héron.

## Description
Son plumage est gris, à cou blanc, calotte noire descendant jusqu'en dessous des yeux, et avec des rémiges noirâtres. les parties inférieures sont blanches avec des plages noirâtres. Le bec est jaune à base noirâtre, l'iris jaune. Les pattes sont noires ou rose noirâtre .  

## Écologie
Il se nourrit à l'affut, principalement de poissons, de grenouilles de larves d'insectes aquatiques, d'odonates et de diptères, souvent solitaire.   
Il niche en petites colonies dans des arbres, des buissons ou des roselières, dans des nids d'environ 65 cm de diamètre et profonds. La ponte est d'environ 3 œufs, et l'incubation dure 24-26 jours. Les jeunes peuvent être prédatés par le Caracara huppé.  

## Répartition et habitat

nicheur et non-nicheur
non-nicheur

L'espèce est présente dans presque toute l'Amérique du Sud, à partir de l'Amérique centrale (Est de Panama) jusqu'au détroit de Magellan, à l'exception des Andes, et restant rare sur la côte occidentale entre Guayaquil en Équateur et Valparaiso au Chili. 

### Habitat
Il fréquente les rives des lacs, les marais, les cours d'eau ou les eaux saumâtres, à l'exception des zones de forêt dense, de haute altitude ou les zones côtières arides.
Bien que répandu sur la bande côtière, ses effectifs ne sont pas importants.

## Référence
- Extrait du livre Guyane ou le voyage écologique.

1. 1 2 3 4  James Hancock et James Kushlan, Guide des hérons du monde, Neuchâtel, Delachaux et Niestlé, 1989, 288 p. (ISBN 2-603-00682-7), p. 55-58